# فلولا بورغ
فلولا بورغ (مواليد 28 مارس 1982) هو ممثل، موسيقي، كوميدي ويوتيوبر ألماني. ظهر في عدة أفلام أمريكية مثل طبقة الصوت المثالية 2 والفرقة الانتحارية.

## وصلات خارجية
- فلولا بورغ على موقع IMDb (الإنجليزية)
- فلولا بورغ على موقع ألو سيني (الفرنسية)
- فلولا بورغ على موقع ميوزك برينز (الإنجليزية)
- فلولا بورغ على موقع أول موفي (الإنجليزية)
- فلولا بورغ على موقع ديسكوغز (الإنجليزية)
- فلولا بورغ على موقع قاعدة بيانات الفيلم (الإنجليزية)
- فلولا بورغ على موقع كينوبويسك (الروسية)